# Daniel Krysta
Daniel Krysta (ur. 26 lutego 1976 w Cieszynie) – polski malarz współczesny tworzący obrazy łączące hiperrealizm i malarstwo materii.

## Życiorys
Absolwent Wydziału Malarstwa Akademii Sztuk Pięknych we Wrocławiu (1999–2004). Dyplom z malarstwa uzyskał w 2004 w pracowni prof. Stanisława Kortyki. Dyplom „Materia, przedmiot, znak” został nominowany do „Grand Prix” 2004" w konkursie Prezydenta Rzeczypospolitej Polskiej na najlepszy dyplom ukończenia studiów w zakresie sztuk pięknych, gdzie został nagrodzony przyznaniem stypendium Banku Millennium „Prestige”.
Oprócz malarstwa, zajmuje się również rysunkiem i grafiką komputerową. Jego obrazy znajdują się w kolekcjach publicznych (m.in. Muzeum Narodowe w Gdańsku, Galeria Bielska BWA) oraz w kolekcjach prywatnych w kraju i za granicą.

## Wystawy(wybór)

### Indywidualne
- Nagłośnienia – Galeria Opus, Wrocław (2006)
- Malarstwo – Galeria Artinfo.pl, Fabryka Trzciny, Warszawa (2006)[1]
- Placebo – BWA Sanok (2011)[2]
- 16 decybeli – Galeria Socato, Wrocław (2011)[3]
- Blik – Galeria Sztuki w Legnicy (2015)[4]
- Ring – Galeria Stalowa, Warszawa (2016)[5]
- Circle – IAGA Contemporary Art, Kluż-Napoca, Rumunia (2019)

### Zbiorowe
- SLOT Art Festiwal, Lubiąż (2004)
- V Triennale Polskiego Rysunku Współczesnego – Muzeum Kresów, Lubaczów (2005)
- VI Biennale Małych Form Malarskich – Galeria Wozownia, Toruń (2005)
- 38 Biennale Malarstwa Bielska Jesień – Galeria Bielska BWA (2007)
- 23 Festiwal Polskiego Malarstwa Współczesnego – Szczecin (2010)
- Układ planetarny – Galeria Miejska we Wrocławiu, Wrocław (2014)
- International Art Exhibition, NordArt 2019 – Kunstwerk Carlshütte, Büdelsdorf, Niemcy (2019)
- NanoArt – Galeria Roi Doré, Paryż, Francja (2019)
- Pałac sztuki, Młode Malarstwo Polskie – Muzeum Narodowe w Gdańsku (2019)[6]

## Nagrody i wyróżnienia(wybór)
- II nagroda Prezydenta Miasta Legnicy, Promocje 2004 – Legnica (2005)
- wyróżnienie na 37 Biennale Malarstwa, Bielska Jesień – Bielsko-Biała (2005)
- wyróżnienie na VI Biennale Małych Form Malarskich – Toruń (2005)
- Grand Prix na IV Międzynarodowe Biennale Miniatury – Częstochowa (2006)
- Grand Prix na I Międzynarodowe Biennale Obrazu – Łódź (2007)
- Grand Prix na  IV Ogólnopolskie Biennale Malarstwa i Tkaniny Unikatowej – Gdynia (2007)
- nominacja do Grand Prix na 23 Festiwalu Polskiego Malarstwa Współczesnego – Szczecin (2010)
- I nagroda, NanoArt, konkurs prof. Tadeusza Malińskiego – Galeria Roi Doré, Paryż, Francja (2019)[7]

## Życie prywatne
Mieszka i tworzy we Wrocławiu.